# Aminadab (persona del Libro de Mormón)
Amínadab es una persona en El Libro de Mormón quien aparece en el Libro de Helamán. Fue un miembro de la iglesia de los nefitas pero lo abandonó para juntar con los lamanitas. En El Libro de Helamán, después de que Nefi abdica del Tribunal Principal en favor de Cezóram, él y su hermano Lehi van a predicar a los lamanitas, que los encarcelan. Después de un incidente divino, Amínadab aclara a los captores lamanitas de los alrededores que Nefi y Lehi están conversando con ángeles. 
Los comentaristas de la Iglesia de Jesucristo de los Santos de los Últimos Días escriben que es probable que Amínadab era un zoramita, o una parte de los nefitas que eligieron seguir a Zoram. Esta idea viene de que Amínadab dijo que él había sido enseñado por Alma, Amulek, y Zeezrom, quienes enseñaron a los zoramitas antes en El Libro de Mormón. Las semejanzas entre Helamán 5, y Alma 34 también apoyan la idea de que Amínadab fuera un zoramita. En la revista Educador religioso (Religious Educator), maestros de seminario e instituto de la Iglesia de Jesucristo de los Santos de los Últimos Días invitan a los lectores a usar la historia de Amínadab para mostrar a los estudiantes que a veces buscan a sus amigos primero para recibir información, en vez de a sus maestros, como ejemplo de alguien quien abandonó la iglesia pero después regresó para enseñar el evangelio.

## Narrativo en Helamán
En el Libro de Helamán, los hermanos de Nefi y Lehi están encarcelados por predicar a los lamanitas. Helamán 5:23 describe que ellos fueron “envueltos como por fuego.”Una voz del cielo llama a los guardias de la prisión al arrepentimiento. Cuando Nefi y Lehi buscan arriba y hablan, Amínadab explique que ellos están hablando con ángeles de Dios, y él anima a los guardias de la prisión a arrepentirse y clamar “a la voz”. Después de cuando los guardias lloran “a la voz”, el espíritu santo les llena y ellos escuchan una voz alabando su “Bien Amado”.

## Interpretación
En Un pentecostal lee el libro de mormón (A Pentecostal Reads the Book of Mormon), John Thomas cita la explicación de Amínadab como evidencia de que ángeles conversan con los humanos en El Libro de Mormón, un erudito para la la Iglesia de Jesucristo de los Santos de los Últimos Días se llama Brant Gardner escribe que Amínadab sabía que Nefi y Lehi estaban hablando con ángeles debido a su orígen Nefita, aunque él por sí mismo no podría ver los ángeles en este punto de la narrativa.
El nombre de Amínadab es una ortografía alternativa de Aminadab, un nombre que se encuentra en la biblia como un personaje secundario al que se hace referencia en el Libro de Génesis.

### Fondo de zoramita
En La Revista de estudios para El Libro de Mormón (the Journal of Book of Mormon Studies), Michael F. Perry, un abogado para la Iglesia de Jesucristo de los Santos de los Últimos Días, considera cómo Amínadab les dice a sus compañeros “que tengáis fe en Cristo, de quien os enseñaron Alma, Amulek y Zeezrom”.El único tiempo que Alma, Amulek y Zeezrom aparecen juntos en una misión en El Libro de Mormón es cuando ellos visitan a los zoramitas en Alma 31:6. Mientras, Moroni, el compilador del Libro de Mormón, se refiere a muchos acontecimientos que no se describen en el libro, Perry cree que Mormón eligió incluir la misión a la que hace referencia Amínadab dentro del texto. Sin embargo la aparición de Amínadab ocurre cincuenta años después de esta misión en el texto. Perry presenta la posibilidad de que Amínadab sea una zoramita más antigua de primera generación, y él llega a la conclusión de que no es por seguro que Amínadab se refiera a la misión de Alma, Amulek y Zeezrom mencionada anteriormente en Alma. En el Libro de Mormón anotado (The Annotated Book of Mormon), Grant Hardy afirma que los disidentes de los nefitas en capítulo 5 de Helamán, incluyendo Amínadab, deben haber sido zoramitas. Él notó las semejanzas del texto en Helamán con las enseñanzas de Alma, Amulek y Zeezrom en Alma capítulo 34 en las preguntas de “lo que debéis hacer”, y los consejos siguientes de “clamar a la voz”.

### Aplicación pedagógica
Escribiendo a una audiencia de miembros de la Iglesia de Jesucristo de los Santos de los Últimos Días maestros de seminario e instituto, John Hilton III, un empleado del Sistema Educativo de la Iglesia, sugirió usar la historia de Amínadab como un ejemplo en las escrituras de cómo a veces los estudiantes hacen preguntas sobre religión a sus amigos en lugar de sus maestros.Otro artículo en Educador religioso (Religious Educator) escrito por maestro de seminario Daniel J. Prestwich usó Amínadab como ejemplo en las escrituras de un individuo quien anteriormente había disintió de la Iglesia, pero “decidió convertirse en misionero” cuando él enseñó a “clamar a la voz” a sus compañeros espectadores.